# هوتیای دم‌گیره‌ای
هوتیای دم‌گیره‌ای (نام علمی: Mysateles prehensilis) نام یک گونه از تیره هوتیا است.